# تفجيرات التلة الفرنسية 2003
تفجيرات التلة الفرنسية 2003 هو تفجير حافلة ايجد الإسرائيلية في التلة الفرنسية في مدينة القدس في 18 مايو 2003، مما أدى لمقتل 7 إسرائيليين، وجرح 20 آخرين، وبعد بضع دقائق من الهجوم الأول، حدث تفجير آخر عند مدخل قرية ضاحية البريد  بالقرب من القدس، لكن لم يقع قتلى في التفجير الثاني.

## الهجمات

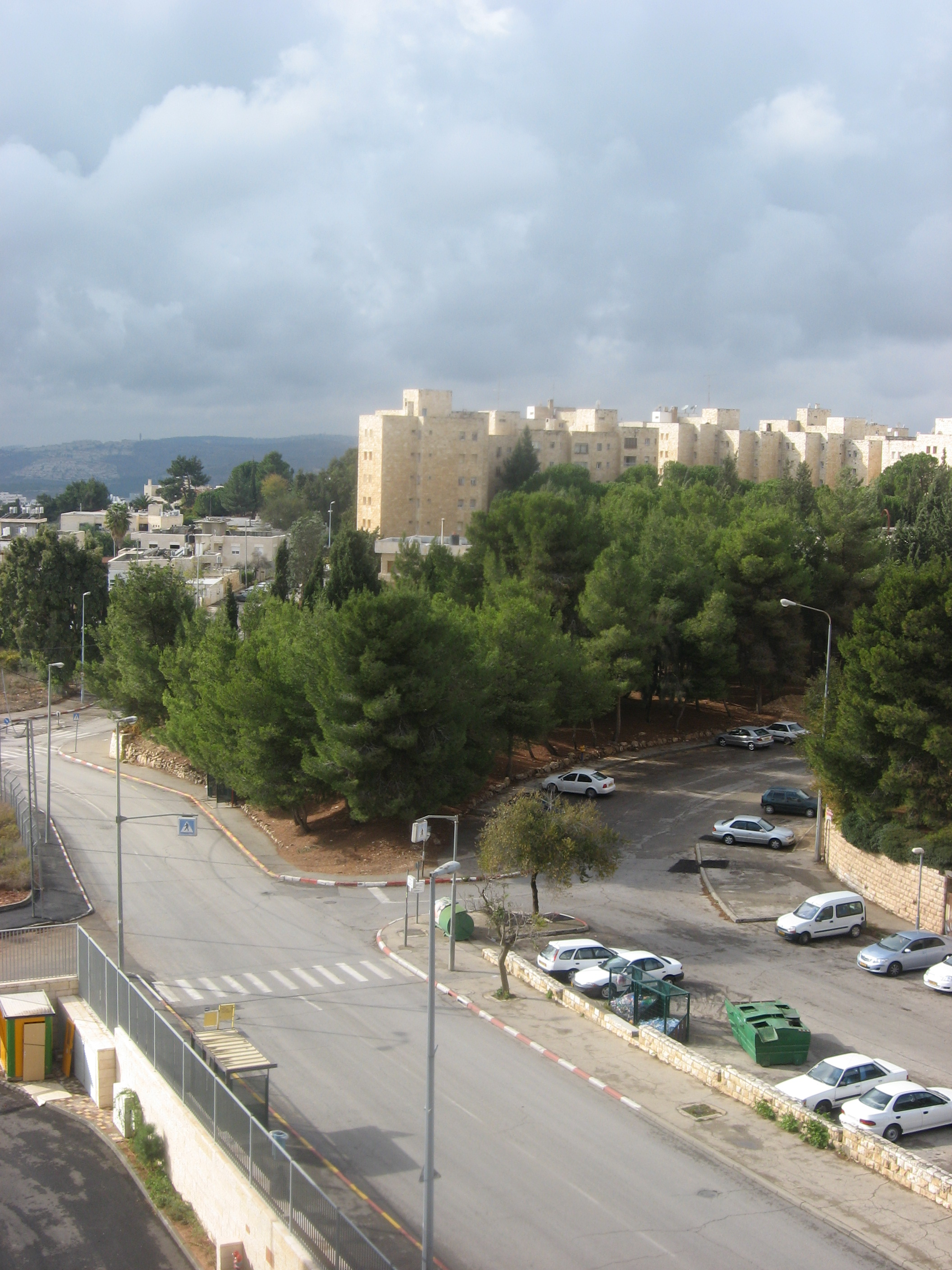
التلة الفرنسية في 2007

الهجوم الأول وقع في الساعة 5:45 صباحًا خلال ساعة الذروة الصباحية عندما قام شاب فلسطيني متنكرًا في زي اليهود الحريدية بتفجير حزامه الناسف في حافلة تحمل رقم 6 بالقرب من التلة الفرنسية في قسم من شمال القدس، مما أدى لمقتل 7 أشخاص. وإصابة 20 بجروح، أربعة منهم في حالة خطيرة.
بعد بضع دقائق من الهجوم الأول، فجر فلسطيني آخر نفسه عند مدخل قرية ضاحية البريد بالقرب من القدس. وكان الشاب الفلسطيني هو القتيل الوحيد في التفجير الثاني.

## المُنفِّذ
لم يعلن أحدٌ مسؤوليته عن الهجوم، بينما كان منفذ الهجوم هو الناشط في حركة حماس باسم جمال التكروري من مدينة الخليل البالغ من العمر 19 سنة.

## ردود الفعل الرسمية

### المحلية
- إسرائيل: قال المسؤولون الإسرائيليون أنهم سيواصلون مكافحة «الإرهاب» في كل مكان في أي وقت وفي أي طريقة ممكنة.[4]
- فلسطين: أدانت السلطة الفلسطينية (حركة فتح) التفجيرات.[4]

### الدولية
- الولايات المتحدة – وزير الخارجية كولن باول تحدث عن التفجيرات قائلا «ندين بأشد العبارات الممكنة الهجمات الإرهابية المروعة».[7]
- روسيا – أدانت روسيا الهجوم ودعت المجتمع الدولي إلى «تكثيف الجهود الرامية إلى مكافحة الإرهاب وتفعيل جهود السلام في الشرق الأوسط».[8]

## وصلات خارجية
- القدس تهتز بسبب تفجيرين[وصلة مكسورة] – التي نشرت في سان دييغو يونيون في 18 أيار / مايو 2003،